# Loma de Enmedio, Veracruz
Loma de Enmedio är en ort i Mexiko.   Den ligger i kommunen Paso del Macho och delstaten Veracruz, i den sydöstra delen av landet, 260 km öster om huvudstaden Mexico City. Loma de Enmedio ligger 369 meter över havet och antalet invånare är 135.
Terrängen runt Loma de Enmedio är platt åt nordost, men åt sydväst är den kuperad. Runt Loma de Enmedio är det ganska tätbefolkat, med 172 invånare per kvadratkilometer. Närmaste större samhälle är Cuitláhuac, 11,7 km söder om Loma de Enmedio. Omgivningarna runt Loma de Enmedio är en mosaik av jordbruksmark och naturlig växtlighet.